# 永昌站
永昌站是金千铁路车站，位于浙江省兰溪市永昌街道，邮政编码321104。车站建于1957年，1978年进行了扩建。永昌站隶属上海铁路局，现不办理客货运业务。车站及其上下行区间均未电气化。车站距离金华站36公里，是四等站。

## 车站结构
永昌站站房位于站场西侧，面积116平方米。站场设有正线各1股，有效长度431米；到发线一股，长度574米，有效长度均为431米，其中到发线旁设有一座面积1038平方米的站台一座:318。

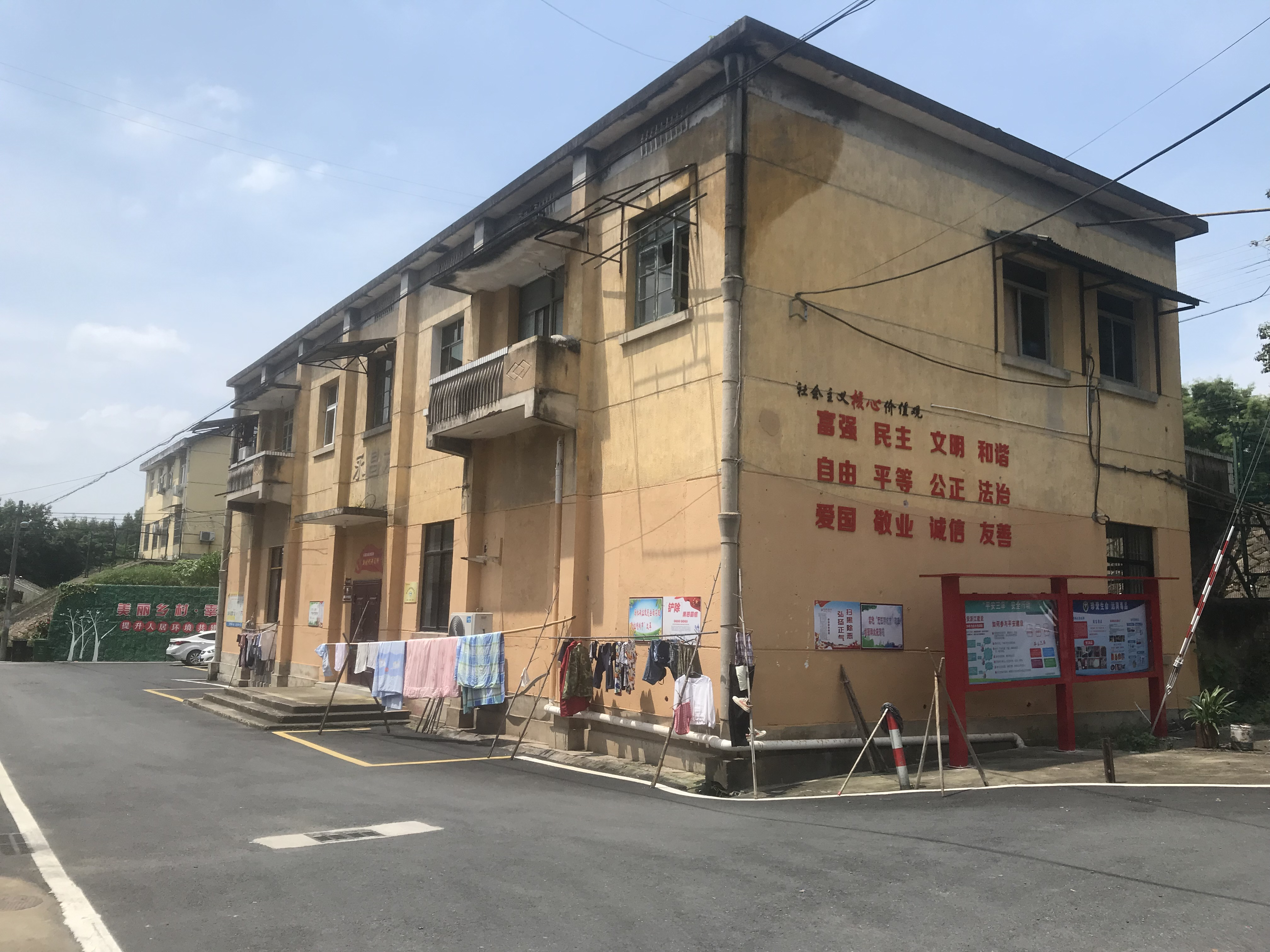
车站站房，目前被用作凌家村讲习所
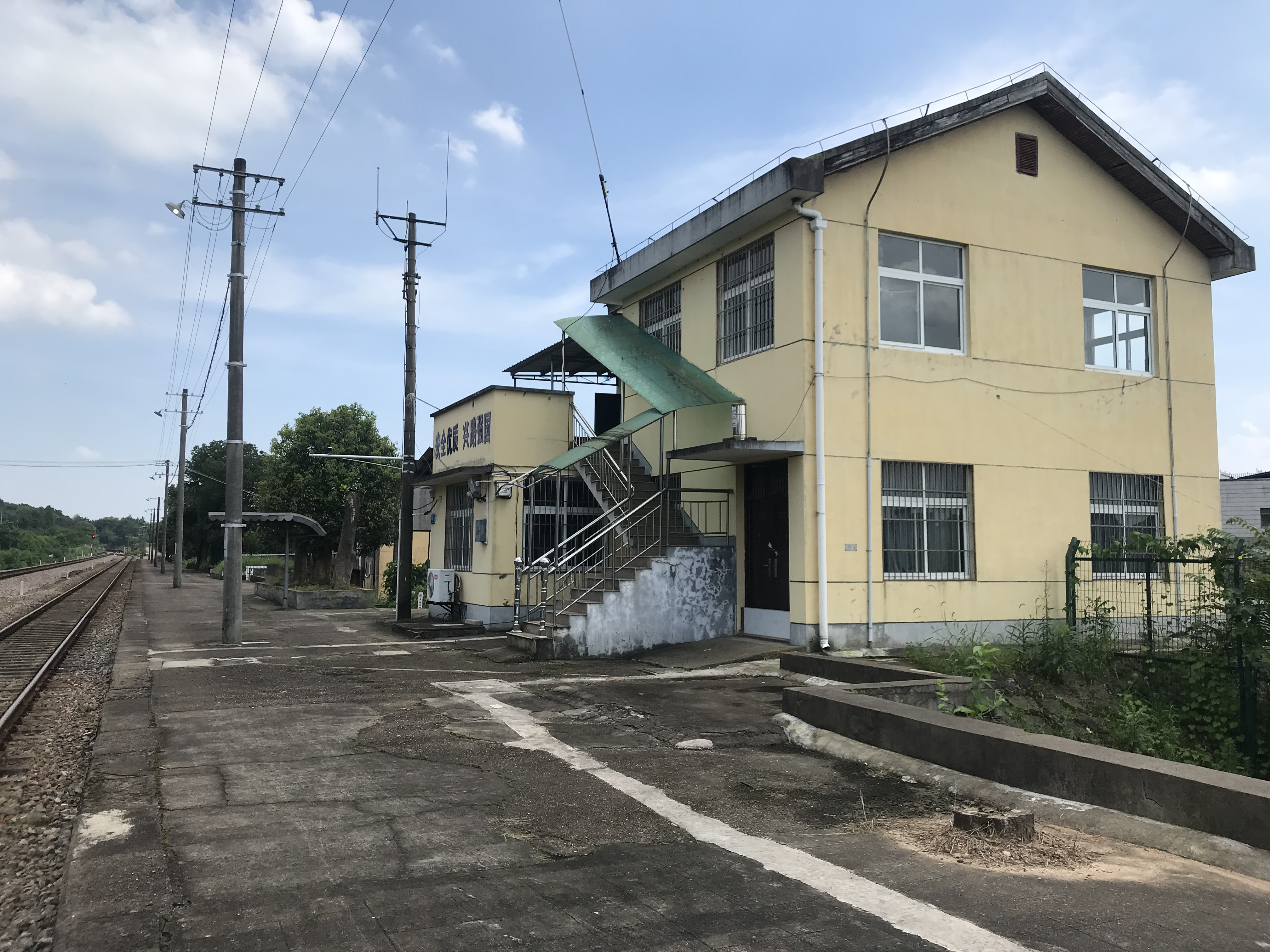
车站行车室
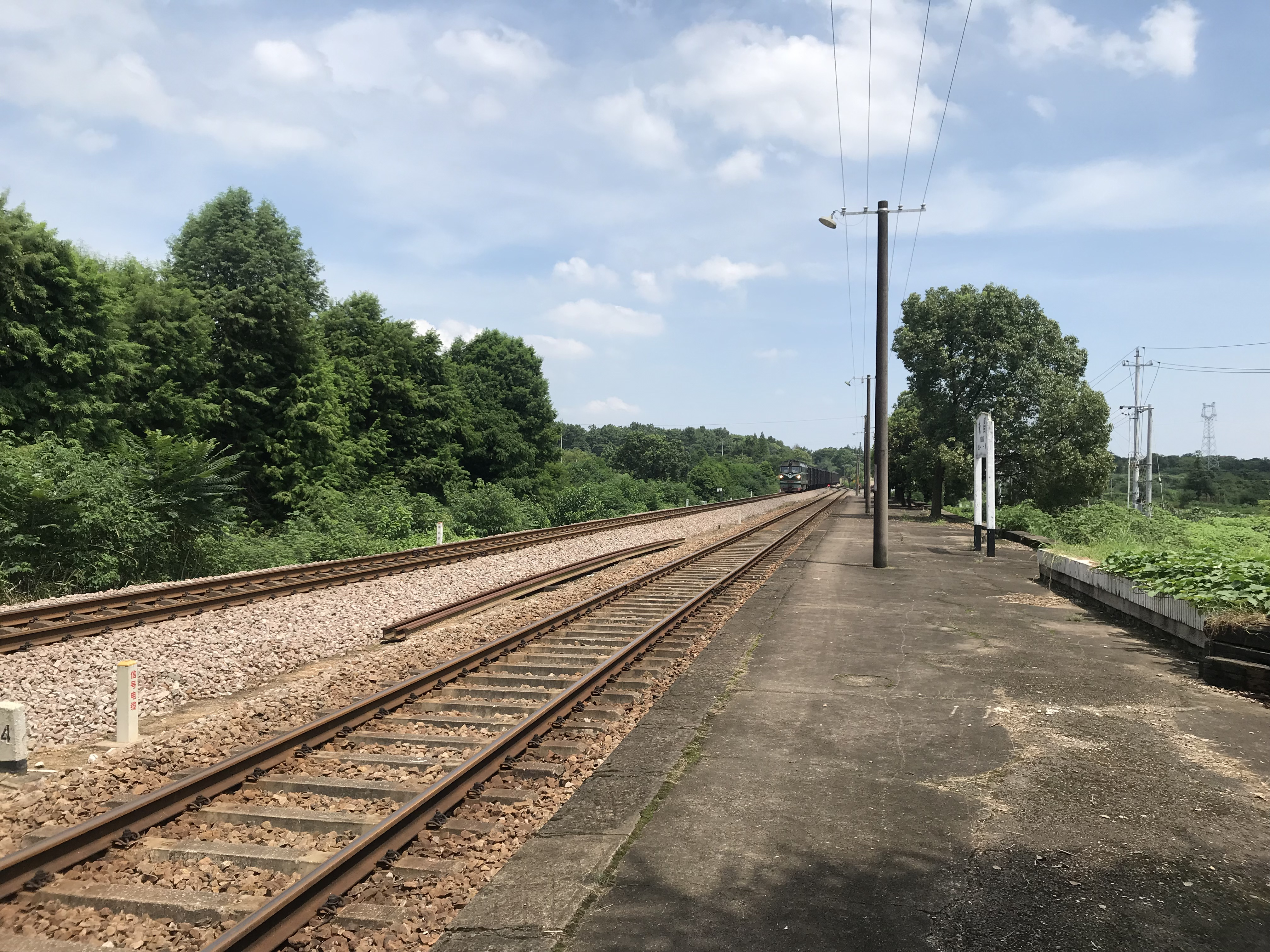
车站股道
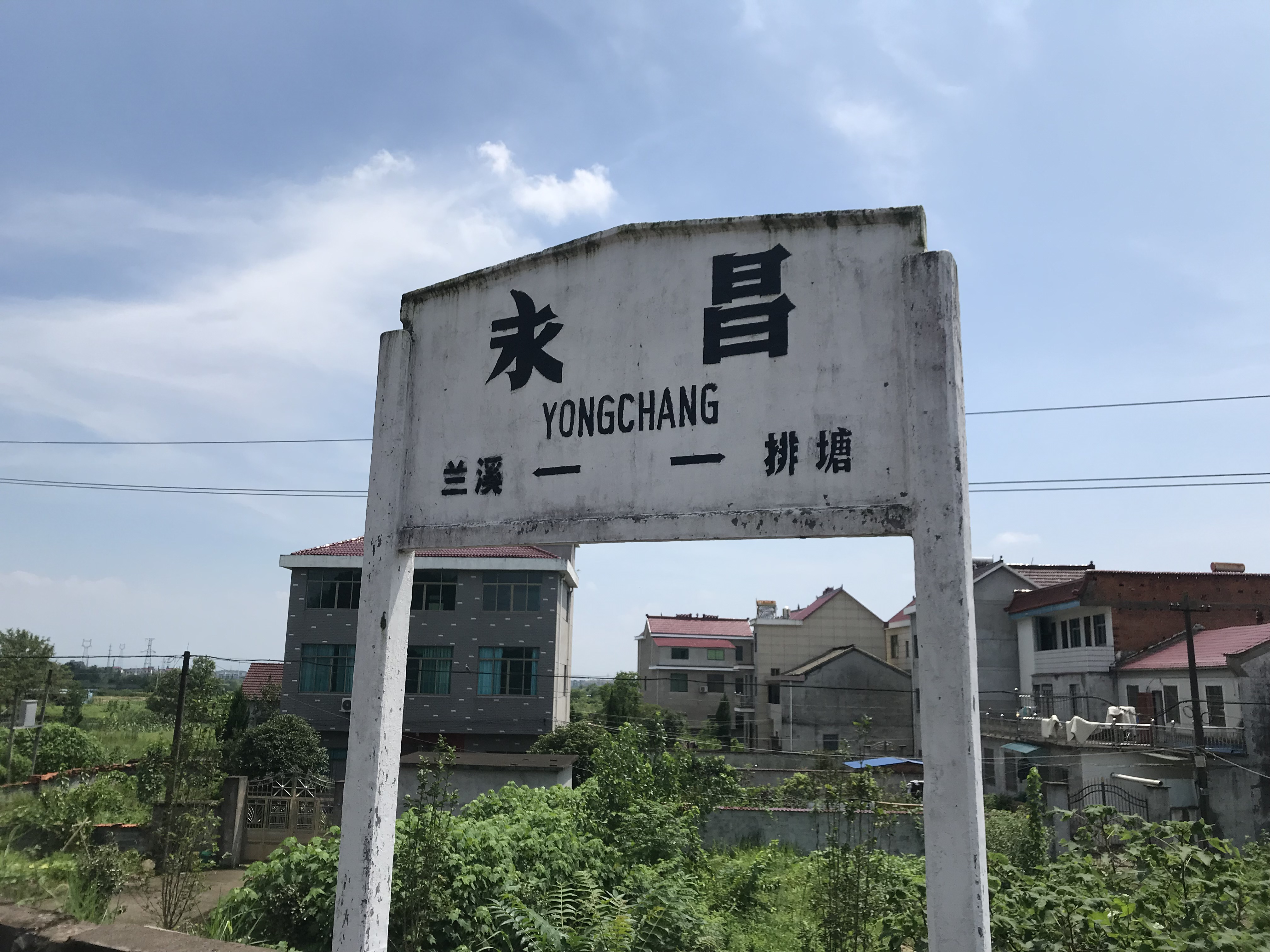
永昌站站牌
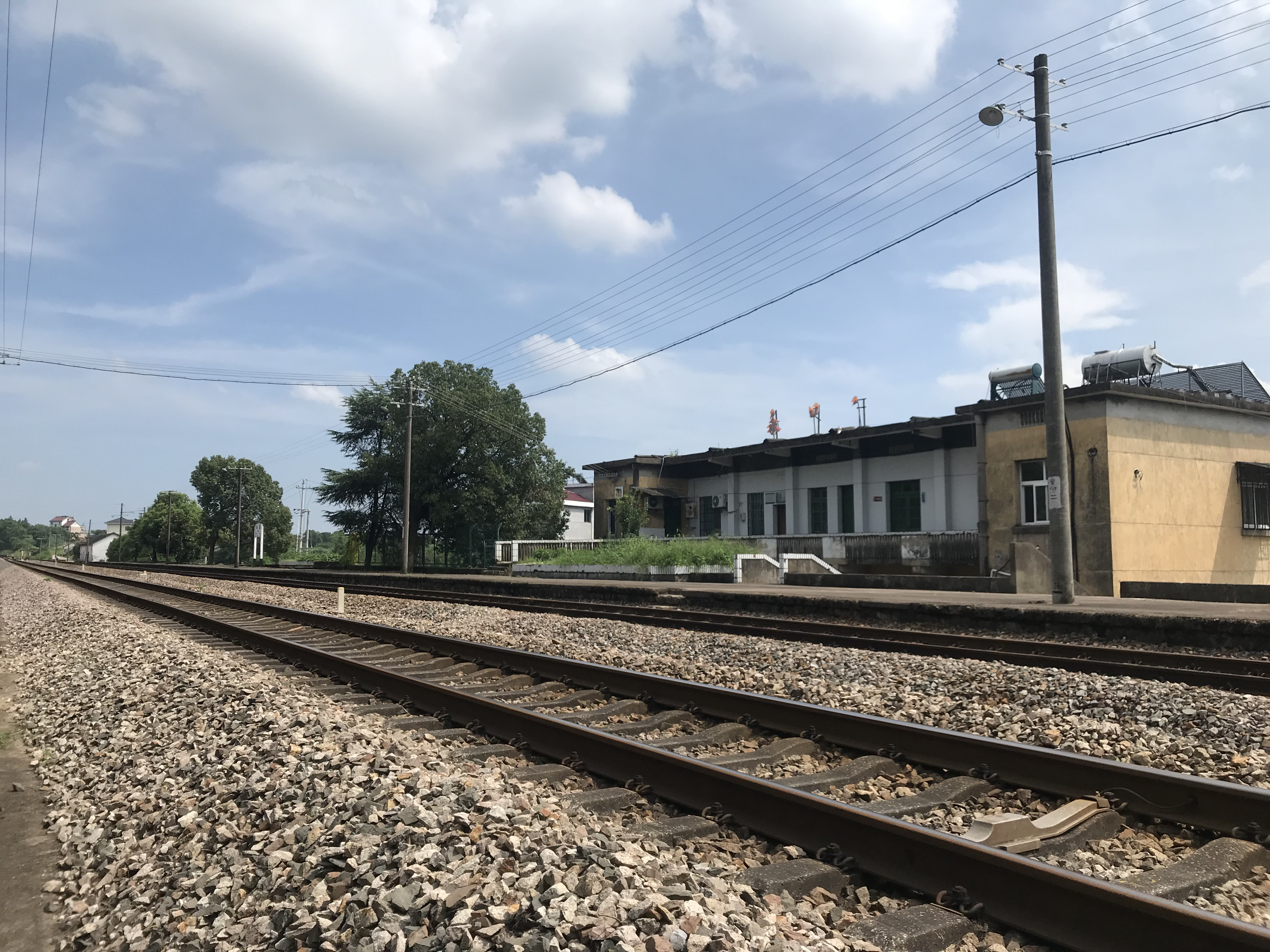
远眺车站